# Pickerington
Pickerington è una città degli Stati Uniti d'America, situata nello Stato dell'Ohio, nella contea di Fairfield e in quella di Franklin. La città fa parte dell'area metropolitana di Columbus ed è sede della Motorcycle Hall of Fame, nonché della American Motorcyclist Association.